# Pseudolaguvia ferula
Pseudolaguvia ferula es una especie de peces de la familia Erethistidae en el orden de los Siluriformes.

## Morfología
• Los machos pueden llegar alcanzar los 2,5 cm de longitud total.
- Número de  vértebras: 28-30.[1]

## Hábitat
Es un pez de agua dulce y de clima tropical.

## Distribución geográfica
Se encuentran en Asia: río Tista (Bengala Occidental, la India ).